# 陳雪楓
陳雪楓（1958年9月—），男，河南杞县人，中华人民共和国政治人物，曾任河南煤業化工集團有限責任公司（河南能源化工集團有限責任公司前身）董事長兼黨委書記，河南省人民政府副省長、中共洛阳市委书记。河南省第十届人大代表、第十一屆全國人大代表、第八届中共河南省委委员。2016年落马。

## 生平
据陈雪枫在多个公开场合自述，他出生在河南开封市杞县的一个小村庄，两岁时母亲去世。因家里贫困，遗体在村外路边停放了三天，幸得好心人相助才得以收殓入棺。陈雪枫是由父亲带着，在街坊邻居帮助下吃百家饭长大的。陈父曾在一代名将彭雪枫的部队里当过兵，为了纪念这位老首长，同时希望儿子能像彭雪枫那样德才双馨，就给他取名陈雪枫。
1975年10月参加工作，早年任义马矿务局生产处技术员。1982年1月中国矿业学院选煤专业本科毕业，博士研究生学历，管理学博士，教授级高级工程师、高级经济师。1985年11月加入中国共产党。历任义马矿务局观音堂煤矿选煤厂副厂长、厂长、副矿长、矿长，义马矿务局副局长，鹤煤集团总经理。2000年7月，任永城煤电(集团)公司总经理、董事长、党委书记。2008年11月，任河南煤业化工集团董事长、党委书记。2011年1月，任河南省人民政府副省長。
2013年7月，升任中共河南省委常委、洛阳市委书记。2013年8月1日，卸任河南省副省長。

### 落马
2016年1月16日，中纪委宣布，陈雪枫因涉嫌严重违纪，接受组织调查。落马前一天，陈雪枫还出席扶贫会议并讲话。据媒体报道，陈雪枫落马的主要原因，是他在煤炭能源行业任职时期涉及的问题。因涉嫌严重违纪，2016年3月29日，河南省第十二届人大常委会第二十次会议决定接受其辞去第十二届全国人民代表大会代表职务。6月2日，中纪委发布消息，陈雪枫被双开，移送法办。
2017年4月27日，湖北省荆州市中级人民法院一审开庭审理了陈雪枫受贿、贪污、国有公司人员滥用职权一案，他被控受贿1.48亿，非法占有公共财物折合547万余元，违反相关规定擅自决定处置国有资产及公司收购价格，造成国有公司损失2.24亿余元，法庭将择期宣判。5月31日，湖北荆州中院一审宣判，陈雪枫犯受贿罪，判处无期徒刑，剥夺政治权利终身，并处没收个人全部财产。

## 社会兼职
河南省煤炭协会副会长、中国煤炭协会理事、中国矿业大学兼职教授、中国企业家联合会理事、中国煤炭经济研究会理事、中国煤炭企业管理会理事、中国煤矿文工团常务理事、

## 头衔和荣誉
2001年被评为国家有突出贡献专家，享受国务院特殊津贴。2005年获“全国劳动模范”称号。